# ARTSOFT BS
ARTSOFT é um sistema de planeamento de recursos empresariais (ERP) desenvolvido em Portugal pela ARTSOFT, TI Tecnologia Informática S.A, com presença no país desde 1987. A solução é orientada a pequenas e médias empresas, integrando módulos como contabilidade, processamento salarial, vendas, inventário, produção, finanças e recursos humanos.

## História
Em 2025 foi anunciada a integração da ARTSOFT no grupo Total Specific Solutions (TSS), com o objetivo declarado de acelerar a inovação no software de gestão. Em 2023, a empresa lançou a versão 24 do ERP. O Grupo Total Specific Solutions (TSS), pertence à Canadiana Constellation Software, listada na Bolsa de Valores de Toronto e parte do S&P/TSX 60.
A Fundação da ARTSOFT remonta a 1987,  em Portugal.  
artsoft.pt

## Atividade
O produto agrega funcionalidades de gestão empresarial e conformidade local, incluindo áreas de contabilidade e processamento salarial, entre outras, destinadas à digitalização de processos em PME.

## Resultados
Em 2023, a empresa reportou um recorde de vendas e crescimento de dois dígitos em termos anuais, segundo a imprensa especializada.

## References
1. 1 2 3  «Lançada versão 24 do ERP da ARTSOFT». Human. 4 Julho 2023. Consultado em 19 Agosto 2025
2. ↑  «Portuguesa ARTSOFT junta-se ao grupo TSS para acelerar inovação em software de gestão». Jornal Económico. 12 Junho 2025. Consultado em 19 Agosto 2025
3. ↑  «Sobre nós». ARTSOFT. Consultado em 20 de agosto de 2025
4. ↑  «ARTSOFT com recorde de vendas e a crescer dois dígitos». Human. 14 Março 2023. Consultado em 19 Agosto 2025